# Bisetocreagris xiaoensis
Espèce
Bisetocreagris xiaoensis est une espèce de pseudoscorpions de la famille des Neobisiidae.

## Distribution
Cette espèce est endémique du Yunnan en Chine. Elle se rencontre dans la grotte Xiao dans le xian de Yanjin.

## Description
Les mâles mesurent de 5,25 à 5,42 mm et les femelles de 5,31 à 6,53 mm.

## Étymologie
Son nom d'espèce, composé de xiao et du suffixe latin -ensis, « qui vit dans, qui habite », lui a été donné en référence au lieu de sa découverte, la grotte Xiao.

## Publication originale
- Li, Shi & Liu, 2017 : A new cave-dwelling species of Bisetocreagris Curcic (Arachnida, Pseudoscorpiones: Neobisiidae) from Yunnan Province, China. Entomologica Fennica, vol. 28, no 4, p. 212-218 (texte intégral).